# Jake Daniels
Jake Daniels (nacido el 8 de enero de 2005) es un futbolista inglés. Juega como delantero en el Bradford (Park Avenue) AFC de la National League North.

## Trayectoria
Daniels ha jugado en las filas del Blackpool desde que tenía siete años. Firmó su primer contrato profesional con el club el 25 de febrero de 2022, y fue cedido al Bamber Bridge de la Northern Premier League el 26 de marzo, tras una excelente temporada como sub-18. Debutó con el primer equipo del Blackpool un partido frente Peterborough United el 7 de mayo de 2022, en el que entró como suplente en el minuto 81.

## Clubes
| Club                         | País       | Año           |
| ---------------------------- | ---------- | ------------- |
| Blackpool                    | Inglaterra | 2022-presente |
| Bamber Bridge F. C. (Cedido) | Inglaterra | 2022          |
| Bradford (Park Avenue) AFC   | Inglaterra | 2024-presente |

## Vida personal
En mayo de 2022, Daniels salió del armario como gay, convirtiéndose en el único futbolista profesional fuera del armario en activo en el Reino Unido, y el primero desde el pionero Justin Fashanu en 1990. Citó al también futbolista Josh Cavallo (hasta entonces el único futbolista de primera división del mundo en activo y fuera del armario), al técnico de Thetford Town Matt Morton y al saltador de trampolín Tom Daley como fuentes de inspiración. Su decisión de salir del armario fue elogiada por el entonces primer ministro británico, Boris Johnson, el presidente de la FA, el príncipe Guillermo de Gales, y el capitán de la selección de Fútbol de Inglaterra, Harry Kane. El 29 de junio, fue preseleccionado en la categoría de Celebridad del año para los National Diversity Awards 2022 por su "valiente decisión".